# Ligier JS43
O  JS43 é o modelo da Ligier da temporada de 1996 da Fórmula 1. Condutores: Olivier Panis e Pedro Paulo Diniz.
Esse foi o último modelo da equipe Ligier na categoria e que foi comprada pelo tetracampeão Alain Prost, dando origem
a equipe Prost Grand Prix a partir da temporada de 1997

## Resultados[1]
(legenda) 
| Ano  | Chassi | Motor                    | Pneus | N° | Pilotos           | 1   | 2   | 3   | 4   | 5   | 6   | 7   | 8   | 9   | 10  | 11  | 12  | 13  | 14  | 15  | 16  | Pontos | Posição |  |
| ---- | ------ | ------------------------ | ----- | -- | ----------------- | --- | --- | --- | --- | --- | --- | --- | --- | --- | --- | --- | --- | --- | --- | --- | --- | ------ | ------- |  |
|      |        |                          |       |    |                   |     |     |     |     |     |     |     |     |     |     |     |     |     |     |     |     |        |         |  |
|      |        |                          |       |    |                   | AUS | BRA | ARG | EUR | SMR | MON | ESP | CAN | FRA | GBR | GER | HUN | BEL | ITA | POR | JPN |        |         |  |
| 1996 | JS43   | Mugen-Honda MF-301HA V10 | G     | 9  | Olivier Panis     | 7   | 6   | 8   | Ret | Ret | 1   | Ret | Ret | 7   | Ret | 7   | 5   | Ret | Ret | 10  | 7   | 15     | 6º      |  |
| 1996 | JS43   | Mugen-Honda MF-301HA V10 | G     | 10 | Pedro Paulo Diniz | 10  | 8   | Ret | 10  | 7   | Ret | 6   | Ret | Ret | Ret | Ret | Ret | Ret | 6   | Ret | Ret | 15     | 6º      |  |